# Open Arms (bài hát của Journey)
"Open Arms" là một bài hát của ban nhạc rock người Mỹ, Journey. Nó được phát hành như là đĩa đơn của album năm 1981 của họ Escape. Được viết bởi các thành viên của nhóm Steve Perry và Jonathan Cain, bài hát là một bản power ballad với lyrics là lời cầu xin chân thành để được tha thứ cho những lỗi lầm cũ và đồng ý làm lại từ đầu. Đây là bài hát phổ biến nhất trên radio của ban nhạc và bài hit lớn nhất của họ trên bảng xếp hạng US Billboard Hot 100, nó đạt được vị trí thứ 2 vào tháng 2 năm 1982 và trụ hạng trong 6 tuần.
Bản thu "Open Arms" của Journey được miêu tả như là một trong những bản tình ca vĩ đại nhất từng được viết  VH1 liệt bài hát vào danh sách những bản power ballad hay nhất mọi thời đại. Mike DeGagne từ AllMusic mô tả bài hát là "Một trong những bản ballad tuyệt đẹp nhất của nhạc rock".

## Xếp hạng

### Xếp hạng tuần
| Chart (1982)                               | Peak position |
| ------------------------------------------ | ------------- |
| Australian Kent Music Report               | 43            |
| Canadian RPM Adult Contemporary Singles    | 2             |
| Canadian RPM Top Singles                   | 2             |
| New Zealand (Recorded Music NZ)            | 49            |
| US Billboard Hot 100                       | 2             |
| US Billboard Hot Adult Contemporary Tracks | 7             |
| US Billboard Hot Mainstream Rock Tracks    | 35            |
| US Cashbox Top 100                         | 1             |

### Xếp hạng cuối năm
| Chart (1982)             | Position |
| ------------------------ | -------- |
| Canadian RPM Top Singles | 21       |
| U.S. Billboard Hot 100   | 34       |
| U.S. Cashbox Top 100     | 21       |

### Chứng nhận
| Quốc gia                                  | Chứng nhận | Số đơn vị/doanh số chứng nhận |
| ----------------------------------------- | ---------- | ----------------------------- |
| Canada (Music Canada)                     | Gold       | 50,000^                       |
| Hoa Kỳ (RIAA)                             | Gold       | 500.000^                      |
| ^ Chứng nhận dựa theo doanh số nhập hàng. |            |                               |

## Phiên bản của Mariah Carey
Mariah Carey tái sản xuất lại bài hát này cùng với Walter Afanasieff cho album thứ năm của mình, Daydream. Sự nghiệp của Carey và nhóm Journey đã có những giao điểm nhất định: thành viên Steve Smith của Journey chơi trống trong hầu hết các đĩa đơn đầu tiên của nữ ca sĩ, và Randy Jackson (thành viên trong giai đoạn giữa 1980 của ban nhạc) cũng đã làm việc với Mariah trong một thời gian dài.
Đĩa đơn được phát hành như là đĩa đơn thứ ba của album giữa cuối năm 1995 đầu năm 1996 tại hầu hết những thị trường bên ngoài Hoa Kỳ, bởi vì ở đây sự thành công của bản gốc vẫn còn ăn sâu trong tâm trí của công chúng. Bài hát đã nhảy lên vị trí thứ 4 trên bảng xếp hạng của Anh Quốc và được trình diễn trên show truyền hình của đài BBC, Top of the Pops. Nó cũng có mặt trong top 10 tại các bảng xếp hạng ở Ireland và New Zealand, đạt vị trí thứ 15 tại Hà Lan.
Video ca nhạc cho bài hát, đạo diễn bởi Larry Jordan, là màn trình diễn trực tiếp của Carey ở Madison Square Garden.

### Đánh giá
Bản cover nhận được vô số chỉ trích gay gắt từ phía các nhà phê bình âm nhạc. Bill Lamb cảm thấy đây "đơn giản là một sự lựa chọn bài hát thiếu tính thuyết phục. Stephen Thomas Erlewine cũng không tán thành với bài hát, gọi nó là "mức thứ cấp".
Open Arms cũng nhận được một lời đánh giá tiêu cực từ Stephen Holden, ông đã gọi nó là một "bản remake thất vọng". Rolling Stone gọi bài hát là "một bản cover thiếu hiểu biết"

### Danh sách thu âm và định dạng
European CD single
1. "Open Arms"
2. "Vision of Love" (live from Fantasy: Mariah Carey at Madison Square Garden)

UK CD single
1. "Open Arms"
2. "I Am Free"

Australian/European CD maxi-single #1
1. "Open Arms"
2. "I Am Free"
3. "Fantasy" (live from Fantasy: Mariah Carey at Madison Square Garden)
4. "Vision of Love" (live from Fantasy: Mariah Carey at Madison Square Garden)

Australian CD maxi-single #2
1. "Open Arms"
2. "Slipping Away"
3. "El Amor Que Soñé"

European CD maxi-single #2
1. "Open Arms"
2. "Fantasy" (live from Fantasy: Mariah Carey at Madison Square Garden)
3. "Vision of Love" (live from Fantasy: Mariah Carey at Madison Square Garden)
4. "Make It Happen" (live from Fantasy: Mariah Carey at Madison Square Garden)

European CD maxi-single #3
1. "Open Arms"
2. "Hero"
3. "Without You"
4. "I'll Be There"

### Xếp hạng
| Chart (1996)                      | Peak position |
| --------------------------------- | ------------- |
| Úc (ARIA)                         | 27            |
| Bỉ (Ultratop 50 Wallonia)         | 29            |
| Hà Lan (Dutch Top 40)             | 17            |
| Hà Lan (Single Top 100)           | 15            |
| Europe (European Hot 100 Singles) | 39            |
| Pháp (SNEP)                       | 29            |
| Germany (Official German Charts)  | 65            |
| Ireland (IRMA)                    | 7             |
| New Zealand (Recorded Music NZ)   | 8             |
| Thụy Điển (Sverigetopplistan)     | 54            |
| Thụy Sĩ (Schweizer Hitparade)     | 30            |
| Anh Quốc (OCC)                    | 4             |

| Chart (1996)               | Position |
| -------------------------- | -------- |
| Netherlands (Dutch Top 40) | 161      |

## Phiên bản khác
- Ca sĩ nhạc đồng quê Collin Raye cover "Open Arms" cho album tuyển tập của mình The Best of Collin Raye: Direct Hits vào năm 1997.
- Bản thu lại của bài hát cũng xuất hiện trong album tuyển tập các bài B-side năm 2004 của nhóm nhạc Low: A Lifetime of Temporary Relief: 10 Years of B-Sides and Rarities.
- Nhóm nhạc R&B Boyz II Men cover lại bài hát cho album năm 2009 Love.
- Daniel Evans của chương trình The X Factor trình diễn bài hát trong đêm chung kết năm 2008 và sau đó thực hiện một bản thu cho album No Easy Way năm 2010.
- Celine Dion thu âm bài hát này và đưa nó vào album năm 2013 Loved Me Back to Life phiên bản phát hành tại Nhật. Nó cũng được đưa vào đĩa đơn kỹ thuật số "Incredible" của cô vào năm 2014.